# Arne Friedrich
Arne Friedrich (* 29. Mai 1979 in Bad Oeynhausen) ist ein ehemaliger deutscher Fußballspieler sowie -trainer und -funktionär.
Friedrich war einige Jahre Kapitän von Hertha BSC, bevor diese in der Saison 2009/10 in die Zweite Liga abstieg. Ab der Saison 2010/11 bis Mitte September 2011 spielte er beim Bundesligisten VfL Wolfsburg. Zuletzt stand er bei Chicago Fire in der MLS unter Vertrag. Außerdem spielte er von 2002 bis 2011 für die deutsche Nationalmannschaft, mit der er 2008 Vizeeuropameister wurde sowie bei den Weltmeisterschaften 2006 und 2010 jeweils den dritten Platz erreichte. Seine bevorzugte Position war Innenverteidiger, er wurde aber auch als Rechtsverteidiger eingesetzt.

## Leben
Friedrich wuchs in seiner ostwestfälischen Geburtsstadt Bad Oeynhausen auf und besuchte dort die Grundschule Rehme-Oberbecksen, die Realschule Süd und ab 1995 die Berufsfachschule für Wirtschaft und Verwaltung. Im Sommer 1997 begann er beim Küchenhersteller SieMatic eine Berufsausbildung zum Industriekaufmann, die er 1999 zusammen mit der Fachhochschulreife abschloss. Anschließend leistete er im Herz- und Diabeteszentrum Nordrhein-Westfalen in Bad Oeynhausen 13 Monate Zivildienst bis zum 30. Juni 2000. Danach konzentrierte er sich ganz auf seine Fußballkarriere.

## Karriere

### Vereine

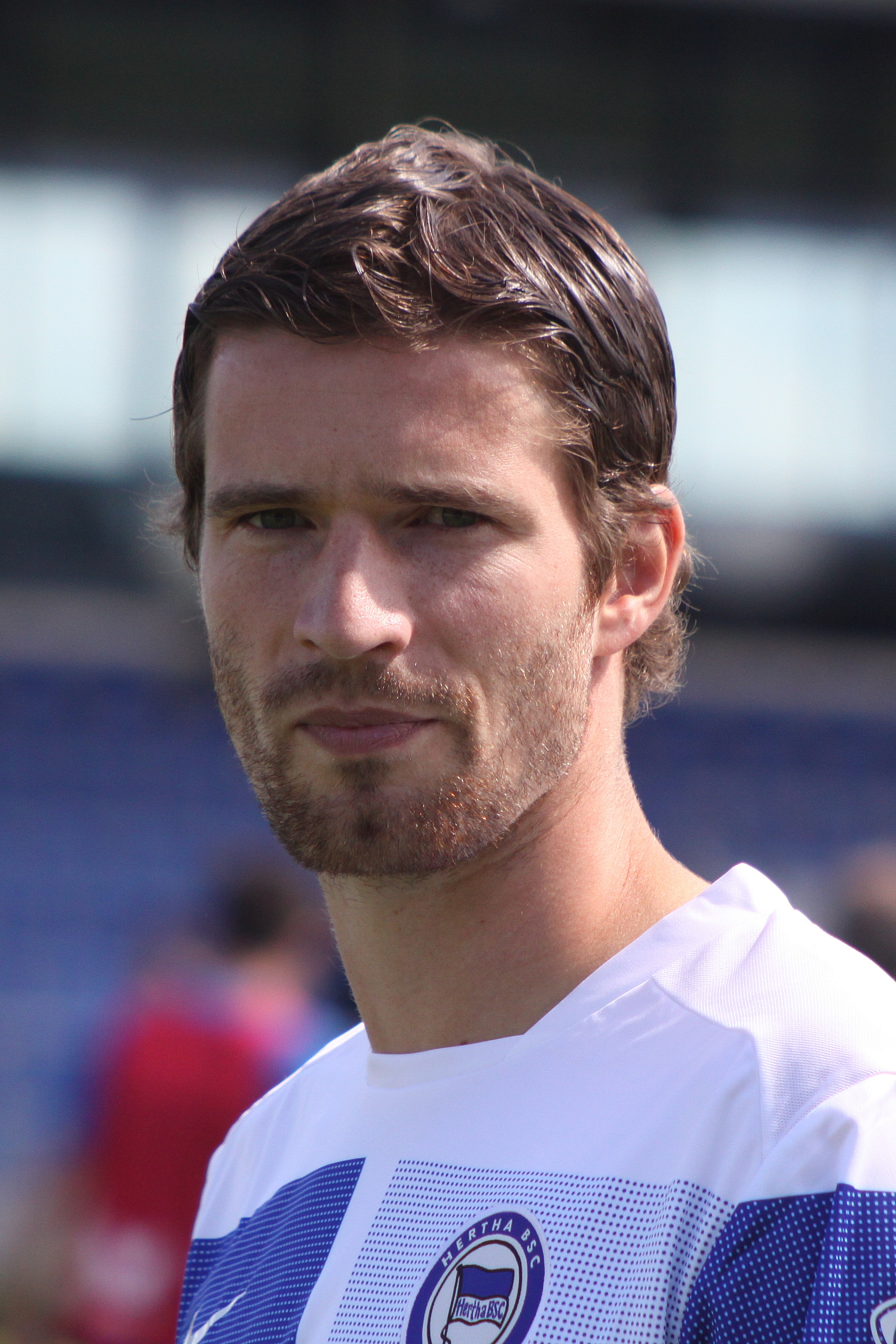
Friedrich im Trikot von Hertha BSC (2009)

Zur Saison 2000/01 bekam Arne Friedrich seinen ersten Profivertrag als Fußballer. Der damalige Trainer von Arminia Bielefeld, Hermann Gerland, entdeckte ihn in dessen Regionalligazeit beim SC Verl. Aufgrund überzeugender Leistungen holte Gerland Friedrich zur Arminia, dort wurde er auch sofort zum Stammspieler.
Zwei Jahre spielte Friedrich für Bielefeld in der 2. Bundesliga. Dann nahm er im Februar 2002 ein Angebot aus Berlin an und wechselte zum Hauptstadtclub Hertha BSC. Kurz nach Vertragsunterzeichnung zog er sich am 18. Februar 2002 im Spiel gegen Eintracht Frankfurt einen Sehnenkanalriss im rechten Fuß zu. Er konnte deshalb in der Rückrunde kein Spiel mehr bestreiten. Friedrich gewann 2002 mit Hertha den DFB-Ligapokal.
Nach seiner Teilnahme an der EM 2004 in Portugal wurde bei ihm am 16. August 2004 eine Patellarsehnenentzündung festgestellt; erst am 2. Oktober 2004 gegen den 1. FC Kaiserslautern konnte er wieder eingesetzt werden.
In der Saison 2004/05 wurde Friedrich vom damaligen Trainer Falko Götz zum Mannschaftskapitän ernannt. Diese Position hatte er bis zum Ende seiner Zeit in Berlin inne. Seinen Vertrag bei Hertha BSC verlängerte er zweimal. Er lief für den Hauptstadt-Verein in 231 Spielen in der höchsten deutschen Spielklasse auf.
Nach dem Abstieg der Hertha wechselte Friedrich zum VfL Wolfsburg. Dort unterschrieb er einen Dreijahresvertrag. Sein Debüt im Trikot der Niedersachsen verzögerte sich allerdings. Ein Bandscheibenvorfall, der eine Operation notwendig machte, kostete ihn die gesamte Hinrunde. Erst am 22. Dezember 2010 konnte er bei einem Kurzeinsatz im DFB-Pokal gegen Energie Cottbus, das der VfL 1:3 verlor, erstmals antreten. Bis dahin steckte der Verein bereits im Abstiegskampf. In der Rückrunde, in der er nur zwei Spiele wegen einer Sperre verpasste, verstärkte er die Innenverteidigung des VfL und sicherte mit dem Team am letzten Spieltag den Klassenverbleib.
Bedingt durch fortwährende Bandscheibenbeschwerden (Postlaminektomiesyndrom) verpasste Friedrich die Vorbereitung und den Auftakt der Saison 2011/12. Am 19. September 2011 wurde das bestehende Lizenzspielervertragsverhältnis mit dem VfL Wolfsburg auf Wunsch von Friedrich aufgelöst.
Im März 2012 wechselte er in die USA zu Chicago Fire in die Major League Soccer. Dort erhielt er einen Vertrag über ein Jahr, der am 7. Oktober 2012 um ein weiteres Jahr verlängert wurde.
Im Juni 2013 beendete er nach anhaltenden Rückenproblemen seine Fußballkarriere.

### Nationalmannschaft

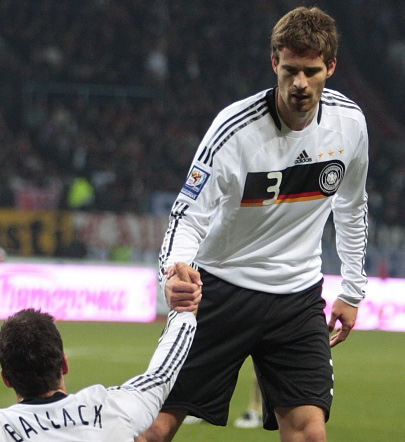
Arne Friedrich und die A-Nationalmannschaft qualifizierten sich am 10. Oktober 2009 für die WM 2010

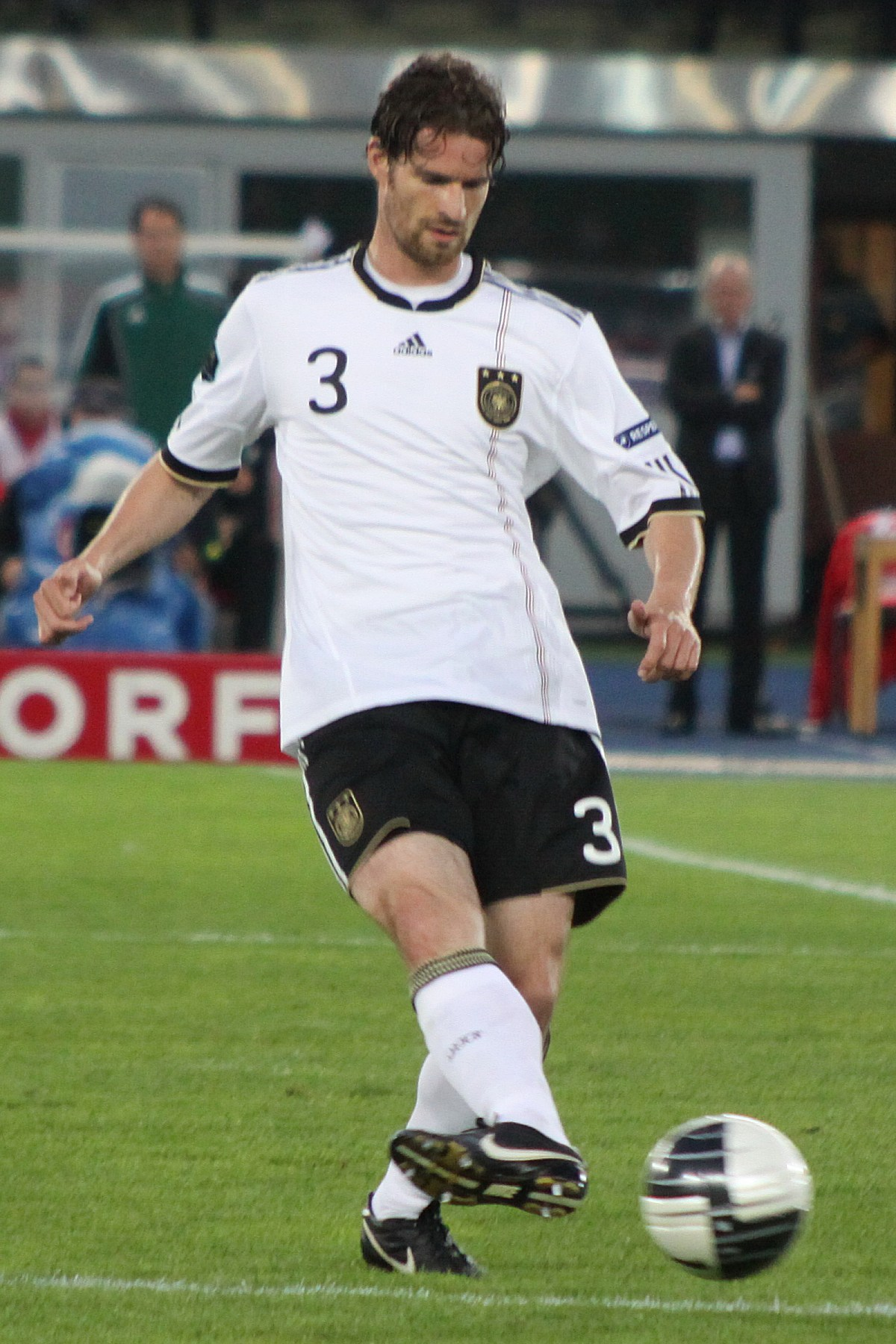
Arne Friedrich bei seinem letzten Länderspiel gegen Österreich am 3. Juni 2011

Insgesamt absolvierte Friedrich fünf Spiele für die U21-Nationalmannschaft, ehe er aus Altersgründen nicht mehr teilnehmen konnte. Außerdem bestritt er noch ein Spiel für das Perspektivteam „Team 2006“.
Am 21. August 2002 debütierte Friedrich für die A-Nationalmannschaft, die in Sofia 2:2 im Test-Länderspiel gegen Bulgarien spielte. An seinem ersten großen Turnier nahm er im Juni 2004 teil, als er bei der Europameisterschaft in Portugal als Stammspieler alle drei Gruppenspiele absolvierte. Die deutsche Nationalmannschaft schied nach der Gruppenphase aus.
Beim 5:1-Sieg am 21. Dezember 2004 in Bangkok über Thailand führte er das DFB-Team erstmals als Mannschaftskapitän aufs Feld; es folgten fünf weitere Länderspiele als Mannschaftskapitän, zuletzt am 29. März 2011 gegen Australien.
Als Ausrichter der Weltmeisterschaft 2006 war die deutsche Elf auch für den Konföderationen-Pokal 2005 qualifiziert. In diesem Turnier rotierte Friedrich mit Andreas Hinkel auf der Rechtsverteidiger-Position; Deutschland gewann das Spiel um den dritten Platz gegen Mexiko mit 4:3 nach Verlängerung. Bei der WM 2006 gehörte Friedrich zum 23-köpfigen Kader des DFB-Teams. Bei dem Turnier, in dem die deutsche Mannschaft Dritter wurde, bestritt er alle Spiele über 90 Minuten, mit Ausnahme des Spiels um den dritten Platz gegen Portugal wegen einer Verletzung. Bei der Europameisterschaft 2008 zählte Friedrich erneut zum 23-köpfigen Aufgebot des DFB. Zu Beginn des Turniers war er jedoch nur Ersatzspieler. Erst im letzten Gruppenspiel gegen Österreich stand er in der Startelf; Deutschland gewann das Spiel mit 1:0 und erreichte das Viertelfinale. Dort zeigte Friedrich im Spiel gegen Portugal eines seiner besten Länderspiele. Er nahm die gesamte Partie über Cristiano Ronaldo aus dem Spiel, Deutschland siegte mit 3:2. Das Turnier beendete die deutsche Mannschaft als EM-Zweiter.
Im März 2009 erklärte Bundestrainer Joachim Löw, dass er von nun an mit Friedrich in der Innenverteidigung plane. Zuvor hatte er vor allem auf der Position des rechten Außenverteidigers gespielt. Im April 2009 zog sich Friedrich eine Muskelverletzung zu, die ihn dazu zwang, die WM-Qualifikationsspiele gegen Liechtenstein und Wales abzusagen.
Zwischenzeitlich war Arne Friedrich (unter den Feldspielern) der Nationalspieler mit den meisten Länderspieleinsätzen ohne Torerfolg. Mit seinem 67. Länderspiel am 5. September 2009 gegen Südafrika (Endstand: 2:0) löste er Christian Wörns und Willi Schulz als Rekordhalter ab, die in jeweils 66 Länderspielen ebenfalls kein Tor erzielten. Friedrich blieb schließlich in 76 Länderspielen ohne Torerfolg.
Am 1. Juni 2010 wurde er von Bundestrainer Löw in den endgültigen Kader für die WM 2010 berufen. Im Laufe des Turniers absolvierte er alle Spiele. Beim 4:0-Sieg im Viertelfinale gegen Argentinien erzielte er mit dem Treffer zum 3:0 in seinem 77. Länderspiel sein einziges Länderspieltor. Während der gesamten WM bildeten Friedrich und der damalige Bremer Per Mertesacker die Innenverteidigung der deutschen Mannschaft, standen 630 Spielminuten auf dem Feld und verpassten keine einzige Spielminute.
Am 27. Januar 2011 kündigte Friedrich an, nach der EM 2012 seine Nationalmannschaftskarriere zu beenden.
Im EM-Qualifikationsspiel gegen Österreich am 3. Juni 2011 unterlief ihm ein Eigentor. Es war sein 82. und letztes Länderspiel, da er für den deutschen EM-Kader nicht nominiert wurde. In einem Interview mit Spiegel Online vom Juni 2012 räumte er ein, dass er mit seiner Entscheidung, in die USA zu wechseln, in Kauf genommen habe, nicht mehr in der Nationalmannschaft zu spielen.
Friedrich absolvierte 82 Länderspiele (52 Siege, 15 Remis, 15 Niederlagen), in denen er ein Tor erzielte und vier Torvorlagen gab. Bei all seinen Einsätzen wurde er nie des Feldes verwiesen, allerdings zwölfmal mit einer Gelben Karte verwarnt.

## Trainer- und Funktionärskarriere

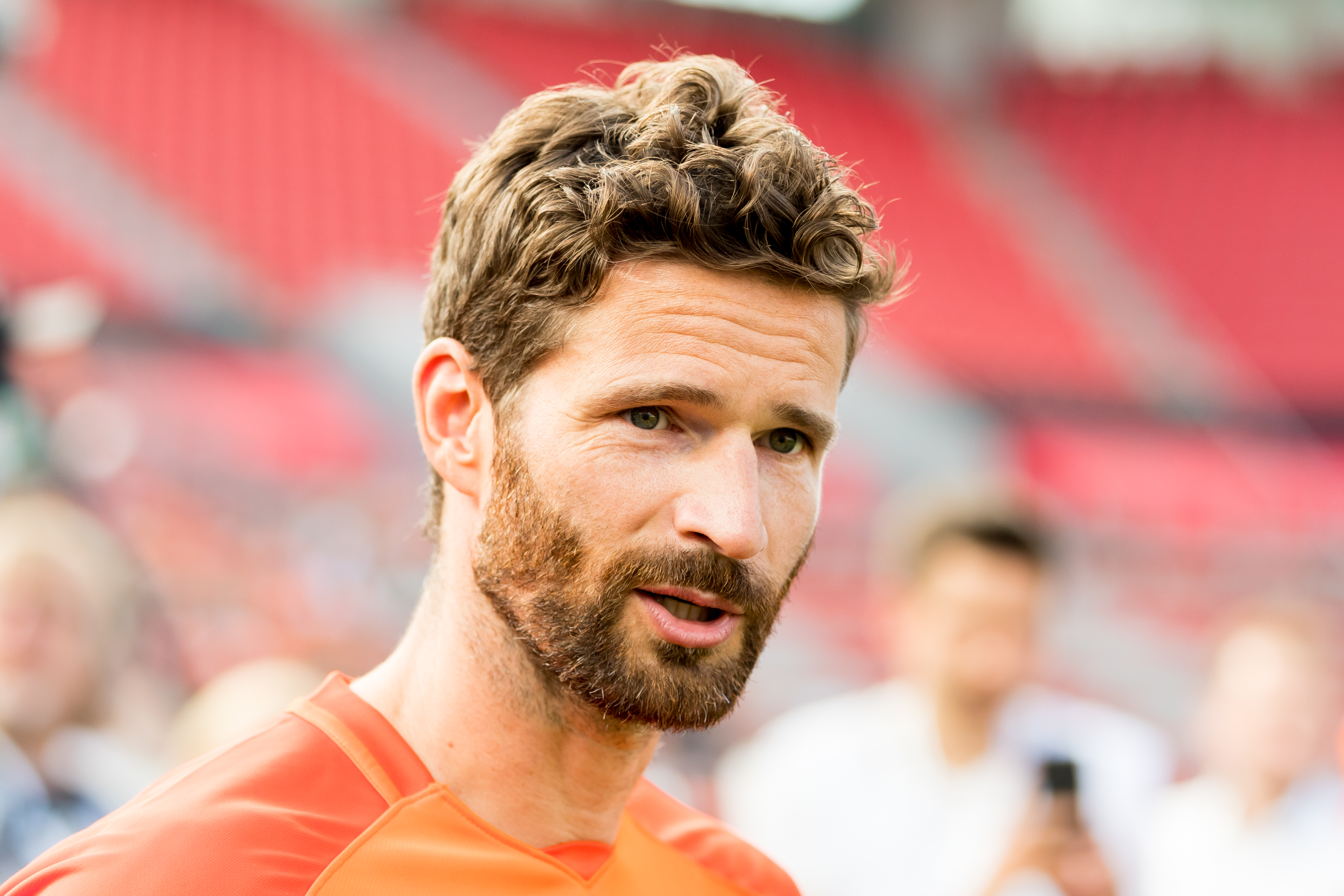
Arne Friedrich (2019)

Im Jahr 2014 absolvierte Friedrich an der Sportschule Kaiserau einen Trainerlehrgang des DFB und erhielt die B-Lizenz. Es folgte später die A-Lizenz. Unter Guido Streichsbier und später Meikel Schönweitz war Friedrich vom 28. August 2014 bis Ende 2015 Co-Trainer der deutschen U18-Nationalmannschaft.
Ende November 2019 wurde Friedrich unter Cheftrainer Jürgen Klinsmann und dem Sportgeschäftsführer Michael Preetz Performance Manager bei Hertha BSC. Dort sollte er zunächst bis zum Ende von Klinsmanns Amtszeit am Ende der Saison 2019/20 als Bindeglied zwischen Mannschaft und Geschäftsführung agieren. Nach der Trennung von Klinsmann engagierte die Hertha Bruno Labbadia, Friedrich blieb im Amt. Zur Saison 2020/21 wurde er unter Preetz zum Sportdirektor ernannt. Nach der Trennung von Preetz am 24. Januar 2021 übernahm Friedrich bis zum Saisonende die alleinige Verantwortung im sportlichen Bereich.
Mit Beginn der Saison 2021/22 wurde mit Fredi Bobic ein neuer Sport-Geschäftsführer verpflichtet.
Anfang März beendeten Arne Friedrich und Hertha BSC vorzeitig die Zusammenarbeit. Friedrich sah seinen Einfluss nicht mehr ausreichend gegeben. Am 7. März 2022 gab der Klub die einvernehmliche sofortige Trennung bekannt.

## Sportliche Erfolge
- Dritter der Weltmeisterschaft 2006, 2010
- Dritter des Confed-Cups 2005
- Zweiter der Europameisterschaft 2008
- Ligapokal-Sieger 2002 mit Hertha BSC
- Bundesliga-Aufstieg 2002 mit Arminia Bielefeld

## Auszeichnungen
- Silbernes Lorbeerblatt 2006 und 2010
- Schutzengel 2006 des Mukoviszidose e. V.

## Sonstiges
Zusammen mit dem Koch Ralf Zacherl schrieb Friedrich das Kochbuch Foodball. Kochen wie die Weltmeister, das im Februar 2006 erschien.
Ab 2001 war er mit der Grafikdesignerin Linn Rödenbeck liiert. Diese wandte sich im Oktober 2011 an die Öffentlichkeit, als im Internet Gerüchte kursierten, dass ihr Freund schwul sei. Unter anderem meinte sie im offenen Brief, dass „Arne nicht schwul ist“ und „er der Letzte wäre, der nicht dazu stehen würde“. 2016 trennte sich das Paar einvernehmlich.
Im April 2009 wurde bekannt, dass Friedrich erpresst wurde. Er schaltete die Polizei ein, so dass sein Erpresser gefasst wurde. Arne Friedrich gehörte im Frühjahr 2009 zu den vier „Testimonials“ des Berliner Pro-Reli-Volksbegehrens. Außerdem engagiert sich Arne Friedrich gemeinsam mit dem Moderator Marco Schreyl und dem Handballweltmeister Dominik Klein für an Mukoviszidose erkrankte Menschen. Er wurde für sein Engagement für die Erforschung der Krankheit vom Mukoviszidose e. V. als „Schutzengel 2006“ ausgezeichnet.
Friedrich ist Christ und betete vor jedem Spiel.
Seit 2014 ist Friedrich Experte für den chinesischen Fernsehsportsender Now Sports. Für diesen Sender kommentierte er während der Fußball-Weltmeisterschaft 2014 die deutschen Spiele gemeinsam mit Jens Nowotny.
Im Oktober 2014 nahm er in der Show Grill den Henssler bei VOX teil.
2015 gründete Friedrich die Arne-Friedrich-Stiftung mit dem Ziel, „… Kindern wirksam zu helfen, ihr Leben zu verbessern.“
Im Mai 2016 nahm er an einer Folge der Show Schlag den Star gegen den Sänger Johannes Strate teil und gewann 100.000 Euro, die er für einen guten Zweck spendete.
In der 14. Folge der Comedy-Fernsehserie Jerks. spielte er sich 2018 selbst.
Arne Friedrich wurde im Frühjahr 2024 in die Jahrhundertelf des SC Verl gewählt.